# カツオノカンムリ
カツオノカンムリ（鰹の冠、学名：Velella velella、英名：By-the-wind sailor）は、ヒドロ虫綱の群体性クラゲの1種。暖海性・外洋性で、黒潮海域に生息する。しばしば、カツオの群れと一緒に見つかるのでこの名がある。
鍋蓋状の気泡体（水辺板）の上に三角形の帆を持ち、風に乗って移動する。下面には摂餌専用の個体である栄養体、周縁には餌捕獲を行なう触手状の個体である感触体を持つ。水平板の周縁は鮮やかな青藍色で、中央は無色透明。気泡体の年輪状の模様の中は気体が入っており、それで水上に浮かぶ。完全に水面を突き抜けて大気中に顔を出すのは、大部分のクラゲには見られない特徴である。触手の刺胞に刺されると激しく痛む。

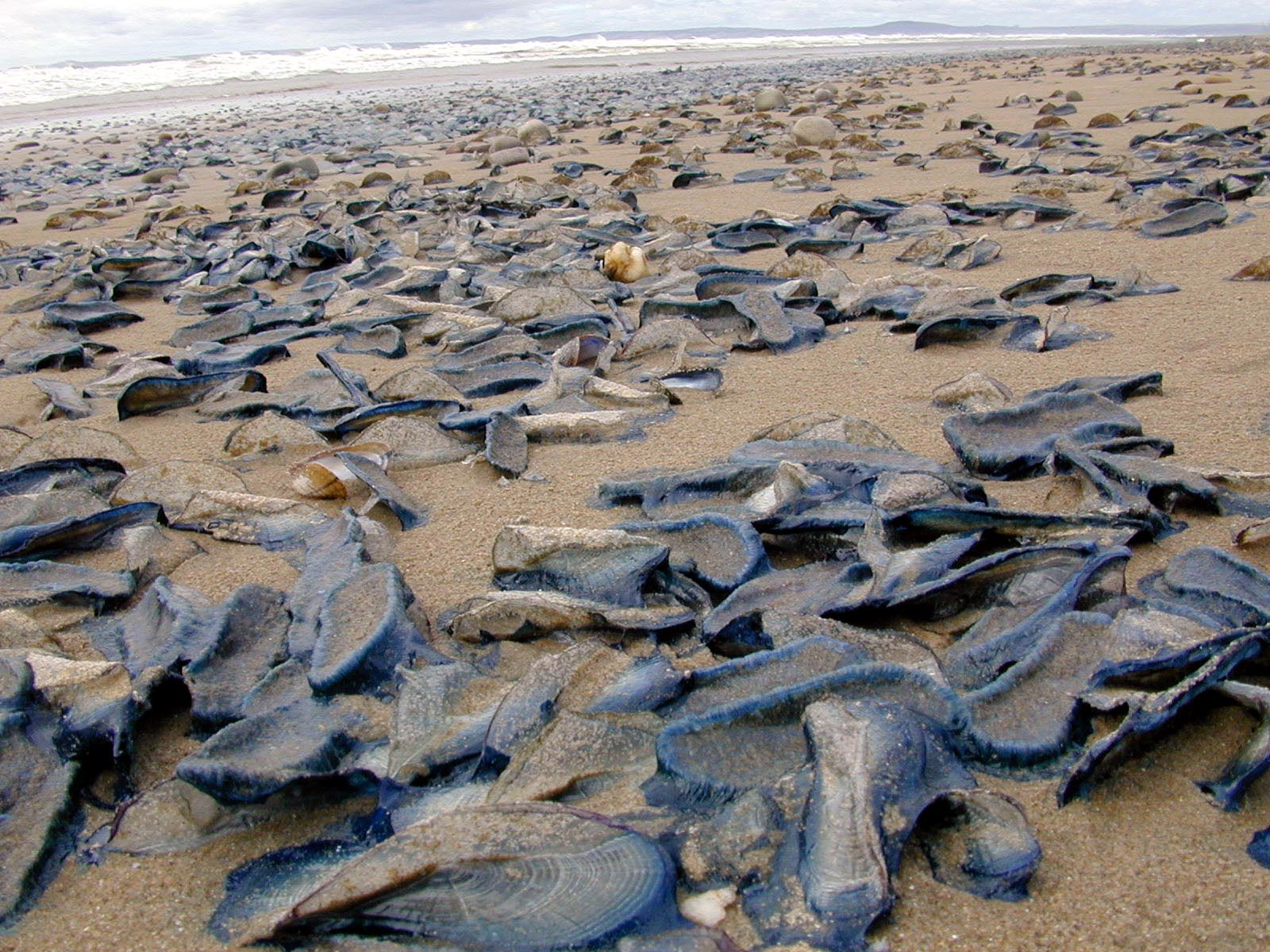
砂浜に打ち上げられたカツオノカンムリ

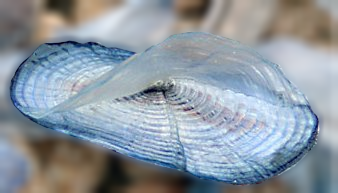
打ち上げられたカツオノカンムリの拡大

カツオノエボシや、近縁のギンカクラゲと共に、黒潮に乗って夏期に日本に近付く。台風の後など、よく砂浜の一箇所にまとめて打ち上げられていることがある。
なお、このクラゲは群体性であるため、管クラゲ類に所属するものと考えられて来た。しかし、生殖個体として小さなクラゲを作る事から、クラゲに見えるのは、浮きをもつ、群体性ポリプであるとの判断となった。浮きをもつ固着性動物の群体というのは奇妙に見えるが、現世ではともかく、古生代のフデイシやウミユリには似た例が多く知られている。現在では生殖個体の形質から花クラゲ目に移されている。